# Rocky Point (Washington)
Rocky Point es un lugar designado por el censo ubicado en el condado de Kitsap en el estado estadounidense de Washington. En el año 2010 tenía una población de 1.564 habitantes.

## Geografía
Rocky Point se encuentra ubicado en las coordenadas 47°35′10″N 122°40′5″O / 47.58611, -122.66806.